# West Adams

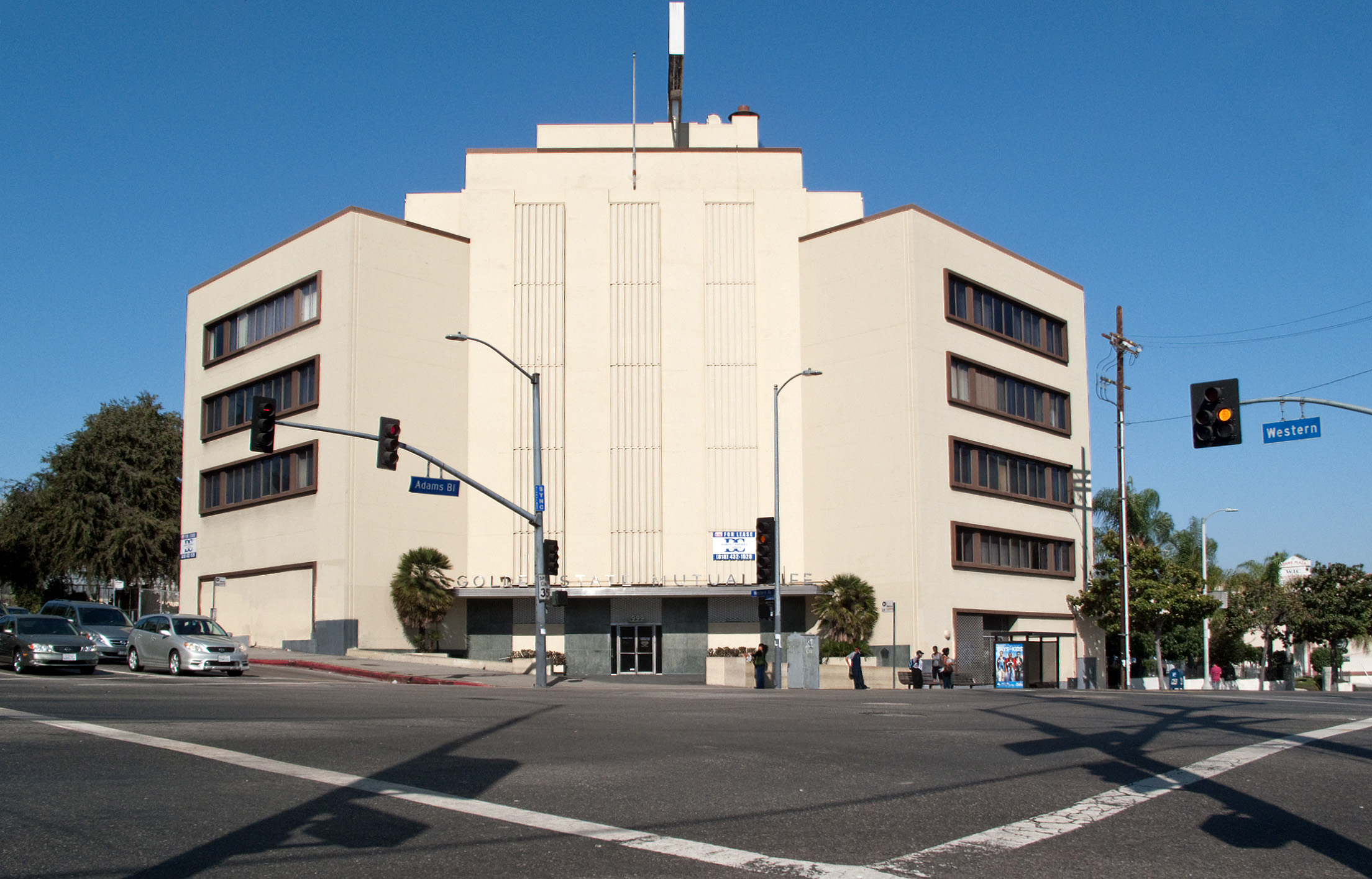
Gebäude der Golden State Life Insurance an der Ecke von Adams Boulevard und Western Avenue.

West Adams ist ein Stadtteil der amerikanischen Großstadt Los Angeles.

## Lage
West Adams liegt in South Los Angeles, südlich des Santa Monica Freeway und grenzt an Arlington Heights, Baldwin Hills/Crenshaw, Culver City, Jefferson Park, Leimert Park und Mid-City.

## Bevölkerung
West Adams wird überwiegend von Latinos (56,2 %) und Afroamerikanern (37,6 %) bewohnt. Insgesamt lebten, laut der Volkszählung des Jahres 2000, 21.764 Personen in dem Stadtteil.

## Geschichte
1902 wurde unter dem Namen West Adams Heights ein bis dahin landwirtschaftliches Gebiet erschlossen. Das Gebiet der West Adams Heights wurde begrenzt durch den Adams Boulevard, La Salle Avenue, Washington Boulevard, und die Western Avenue. Zur Erschließung war ein breiter Boulevard gebaut worden, Granit-Monumente markierten die Zufahrten, das Gebiet verfügte über eigene Gaslaternen zur Beleuchtung. Es war das erste für die Oberschicht der Stadt Los Angeles geplante Viertel. Käufer der großen Grundstücke mussten sich in Covenents (eine Form der Grunddienstbarkeit im amerikanischen Recht) verpflichten, mindestens zweistöckige Häuser in einer bestimmten Entfernung von der Straße zu errichten. Gleichzeitig wurde Erwerbern und zukünftigen Eigentümern in diesen Covenants untersagt die Grundstücke an nicht-Weiße zu verkaufen. Entlang vor allem des South Harvard Boulevard entstanden Villen im viktorianischen Stil der Zeit. Aber bereits in den folgenden zwei Jahrzehnten verlor West Adams Heights allmählich zugunsten etwa von Beverly Hills den Ruf als allererste Adresse des Großraums Los Angeles. Dies wurde in der Folge der Weltwirtschaftskrise beschleunigt, als einige Eigentümer, die geblieben waren, sich gezwungen sahen ihre Häuser verkaufen zu müssen. Die inzwischen wachsende afroamerikanische Mittel- und Oberschicht sah in dieser Entwicklung eine Möglichkeit, sich in bessere Gegenden, wie West Adams Heights einzukaufen. Der erste Afroamerikaner, der sich hier mit seiner Familie ansiedelte, war 1938 Norman Houston, der Mitgründer und Präsident der Golden State Mutual Life Insurance. Es folgten Prominente wie Francis Williams, Sidney P. Dones, Wonderful Smith, Zutty Singleton, oder die erste schwarze Gewinnerin des Oscar Hattie McDaniel. In dieser Zeit wurde die Wohngegend als Sugar Hill bekannt, benannt nach Sugar Hill in Harlem. Insbesondere Feste, die von McDaniel gefeiert wurden, zogen Hollywood-Stars wie Agnes Moorehead, Esther Williams und Clark Gable an.
1945 begann, was als Sugar Hill Case in die Geschichte der Bürgerrechtsbewegung eingehen sollte. Acht verbliebene weiße Nachbarn erhoben Klage vor dem Los Angeles Superior Court, um die Covenants durchzusetzen und ihre schwarzen Nachbarn zu zwingen, ihre Grundstücke aufzugeben. Die Beklagten wurden von Loren Miller, einem Anwalt des NAACP vertreten. Er argumentierte, dass die Covenents wegen Verstoßes gegen die Verfassung Kaliforniens und den 14. Verfassungszusatz der Verfassung der Vereinigten Staaten nicht durchsetzbar seien. Erstmals in der US-amerikanischen Rechtsgeschichte wandte der Richter Thurmond Clarke den Verfassungszusatz an und gab den schwarzen Nachbarn Recht.
Während der 1950er Jahre begannen die wohlhabenden Afroamerikaner in andere Gegenden zu ziehen, zum Beispiel nach Baldwin Hills. Zurück blieb eine heruntergekommene Wohngegend. 1963 wurde der Santa Monica Freeway durch Sugar Hill geführt und teilte die Nachbarschaft.

## Architektur
Im Bereich North University Park besteht das Flächendenkmal Menlo Avenue-West Twenty-ninth Street Historic District mit historischen Häuserzeilen.